# Gymnothorax fimbriatus
 Gymnothorax fimbriatus és una espècie de peix de la família dels murènids i de l'ordre dels anguil·liformes que es troba des de Madagascar fins a les Illes de la Societat, el sud del Japó, Queensland (Austràlia) i Micronèsia.
Els mascles poden assolir els 80 cm de longitud total.